# I-55 (tàu ngầm Nhật) (1943)
I-55 là một tàu ngầm tuần dương thuộc lớp Type C3 được Hải quân Đế quốc Nhật Bản chế tạo vào giai đoạn cuối Chiến tranh Thế giới thứ hai. Nó là chiếc tàu ngầm thứ hai của Hải quân Nhật mang cái tên này, sau khi chiếc I-55 thứ nhất được đổi tên thành I-155 vào năm 1942. Nhập biên chế năm 1944, nó mất tích trong khi tham gia Chiến dịch quần đảo Mariana vào tháng 7, 1944.

## Thiết kế và chế tạo

### Thiết kế
Tàu ngầm Type C3 là biến thể tàu ngầm vận tải dựa trên Type C2 dẫn trước, với ít hơn hai ống phóng ngư lôi, tăng thêm một khẩu hải pháo trên boong, và động cơ có công suất yếu hơn để nâng cao tầm xa hoạt động. Chúng có trọng lượng choán nước 2.605 tấn (2.564 tấn Anh) khi nổi và 3.702 tấn (3.644 tấn Anh) khi lặn, lườn tàu có chiều dài 108,7 m (356 ft 8 in), mạn tàu rộng 9,3 m (30 ft 6 in) và mớn nước sâu 5,1 m (16 ft 9 in). Con tàu có thể lặn sâu đến 100 m (328 ft).
Tàu ngầm Type C3 chỉ được trang bị hai động cơ diesel công suất 2.350 mã lực phanh (1.752 kW), mỗi chiếc vận hành một trục chân vịt. Khi lặn, mỗi trục được vận hành bởi một động cơ điện công suất 600 mã lực (447 kW). Khi di chuyển trên mặt nước nó đạt tốc độ tối đa 17,75 hải lý trên giờ (32,87 km/h; 20,43 mph) và 6,5 hải lý trên giờ (12,0 km/h; 7,5 mph) khi lặn dưới nước, tầm xa hoạt động của Type C là 27.000 hải lý (50.000 km; 31.000 mi) ở tốc độ 12 hải lý trên giờ (22 km/h; 14 mph), và có thể lặn xa 105 nmi (194 km; 121 mi) ở tốc độ 3 hải lý trên giờ (5,6 km/h; 3,5 mph).
Các con tàu có sáu ống phóng ngư lôi 53,3 cm (21,0 in), tất cả được bố trí trước mũi, và mang theo tổng cộng 19 quả ngư lôi. Vũ khí trên boong tàu bao gồm hai khẩu hải pháo 14 cm (5,5 in), cùng một pháo phòng không 25 mm Type 96 nòng đôi.

### Chế tạo
Được đặt hàng trong Chương trình Maru Tsui năm 1941, I-55 được đặt lườn như là chiếc Tàu ngầm số 628 tại Xưởng vũ khí Hải quân Kure ở Kure, Hiroshima vào ngày 15 tháng 6, 1942. Nó được đổi tên thành I-55 vào ngày 1 tháng 11, 1942, trở thành tàu ngầm thứ hai của Nhật Bản mang cái tên này, sau khi chiếc I-55 thứ nhất được đổi tên thành I-155 vào ngày 20 tháng 5, 1942. Con tàu được hạ thủy vào ngày 20 tháng 4, 1943, rồi hoàn tất và nhập biên chế vào ngày 20 tháng 4, 1944, dưới quyền chỉ huy của Thiếu tá Hải quân Izitsu Monshiro.

## Lịch sử hoạt động
Vào lúc nhập biên chế, I-55 được phối thuộc cùng Quân khu Hải quân Kure, và được phân về Hải đội Tàu ngầm 11 trực thuộc Đệ Lục hạm đội. Vào cuối tháng 6, 1944, nó được chọn để cải biến nhằm mang Vũ khí Hải quân Đặc biệt số 8, một phiên bản bom khí cầu Fu-Go có thể thả từ biển; việc cải biến bao gồm lắp đặf các thiết bị chứa hydro và thả khí cầu. Tuy nhiên vào lúc đó, Hạm đội Liên hợp bắt đầu xúc tiến Chiến dịch A-Go để phòng thủ quần đảo Mariana từ ngày 13 tháng 6, và Chiến dịch quần đảo Mariana cũng bắt đầu khi lực lượng Hoa Kỳ đổ bộ lên Saipan vào ngày 15 tháng 6. Trước khi việc cải biến bắt đầu, I-55 xuất phát từ Kure vào ngày 30 tháng 6, ghé đến Yokosuka từ ngày 1 đến ngày 6 tháng 7, rồi lên đường đi Guam kéo theo một thùng chứa Unpoto, một kiểu bè trượt dài 70 ft (21 m) có khả năng chở 15 tấn hàng hóa, thường được bố trí ba khẩu lựu pháo Type 96 15 cm cùng đạn dược kèm theo.
Vào ngày 10 tháng 7, lúc đang trên đường đi, I-55 được điều động sang Đội tàu ngầm 15 thuộc Lực lượng Tiền Phương, rồi đến ngày 13 tháng 7, nó được lệnh hủy bỏ chuyến đi tiếp liệu đến Guam và chuyển hướng đến Tinian để giải cứu Ban tham mưu Đệ Nhất Không hạm đội tại đây. Chiếc tàu ngầm cắt bỏ thùng chứa Unpoto xuống biển và hướng đến Tinian. Lúc 00 giờ 40 phút (giờ Nhật Bản) ngày 13 tháng 7, I-55 báo cáo về Bộ chỉ huy Đệ Lục hạm đội, ước tính sẽ đi đến ngoài khơi Tinian vào ngày 15 tháng 7. Sau đó chiếc tàu ngầm hoàn toàn mất liên lạc với căn cứ.
Lúc 21 giờ 20 phút ngày 13 tháng 7, một máy bay tuần tra Hoa Kỳ phát hiện một tàu ngầm Nhật Bản đang đi ngầm dưới nước trong biển Philippine cách Saipan 78 nmi (144 km). Tọa độ mục tiêu được chuyển tiếp đến một đội tìm-diệt tàu ngầm Hoa Kỳ, nên các tàu vận chuyển cao tốc USS Gilmer và tàu hộ tống khu trục USS William C. Miller được phái đi truy tìm. Hai con tàu đi đến vị trí sau cùng được biết của tàu ngầm đối phương lúc 00 giờ 22 phút ngày 14 tháng 7 và bắt đầu tìm kiếm. Bảy giờ sau đó, William C. Miller dò được tín hiệu sonar ở khoảng cách 1.700 yd (1.600 m), nên tiếp cận mục tiêu với tốc độ 15 hải lý trên giờ (28 km/h; 17 mph). Nó bắt đầu tấn công lúc 07 giờ 26 phút, thả một loạt 13 quả mìn sâu, rồi tiếp nối bằng loạt 13 quả thứ hai lúc 07 giờ 52 phút. Đến 08 giờ 04 phút, William C. Miller trông thấy các mảnh gỗ trồi lên mặt nước cách mũi con tàu 500 yd (460 m) bên mạn phải, rồi nghe thấy một tiếng nổ lớn dưới nước lúc 08 giờ 05 phút gây chấn động cả con tàu, và bọt khí trồi lên mặt nước trông giống như nước sôi. Chiếc tàu hộ tống khu trục thả thêm một loạt 13 quả mìn sâu thứ ba lúc 08 giờ 06 phút để chắn chắn tiêu diệt tàu ngầm đối phương. Một mảng dầu loang cùng nhiều mảnh vỡ bao phủ khắp mặt nước, nơi William C. Miller vớt được những mảnh gỗ bần làm vật liệu cách âm, gỗ lót sàn tàu và một mũ thủy thủ tại tọa độ 15°18′B 144°26′Đ / 15,3°B 144,433°Đ.
Vẫn còn trong vòng tranh luận rằng tàu ngầm bị William C. Miller tiêu diệt đúng là I-55 hay là tàu ngầm Ro-48. Ngoài ra các tàu hộ tống khu trục USS Wyman và USS Reynolds cũng được ghi công đã đánh chìm I-55 trong một hoạt động chống tàu ngầm khác vào ngày 28 tháng 7, 1944.
Đến ngày 15 tháng 7, Hải quân Nhật Bản công bố I-55 có thể đã bị mất ngoài khơi Tinian với tổn thất toàn bộ 112 thành viên thủy thủ đoàn. Tên nó được rút khỏi đăng bạ hải quân vào ngày 10 tháng 10, 1944.